# Redhawks de Miami
Les Redhawks de Miami (en anglais : Miami RedHawks) sont un club omnisports universitaire de l'université Miami à Oxford dans l'Ohio. Les équipes des Redhawks participent aux compétitions universitaires organisées par la National Collegiate Athletic Association. Miami fait partie de la division Mid-American Conference depuis 1948.
La plus fameuse équipe des Redhawks est celle de football américain qui évolue au Yager Stadium, enceinte de 24 286 places inaugurée le 1er octobre 1983.
Les équipes masculines et féminines de basket-ball utilisent le Millett Hall, salle de 9200 places inaugurée en 1983.
L'équipe de hockey sur glace joue au Goggin Ice Arena, patinoire de 2200 places inaugurée en 1976, qui sera remplacée à terme par une enceinte de 4200 places : la Steve Cady Arena.

## Nom des équipes
Jusqu'en 1996, les équipes sportives de l'université Miami portaient le surnom de Redskins, nom qui a alors été changé pour Redhawks, à cause de la perception que ce nom démontrait du racisme à l'encontre des peuples amérindiens,.

Autre logo.